# Sphenarches anisodactylus
Bướm đêm lông chim phong lữ (Sphenarches anisodactylus) là một loài bướm đêm thuộc họ Pterophoridae. Nó được tìm thấy ở miền tây Châu Phi, Madagascar, Ấn Độ, Sri Lanka, Thái Lan, Nhật Bản, New Hebrides và miền Trung và Nam Mỹ, cũng như Úc, ở đó nó được ghi nhận từ Cape York tới miền trung New South Wales. Nó cũng có mặt ở Hoa Kỳ, nơi nó được ghi nhận ở Florida, cũng như Mississippi.

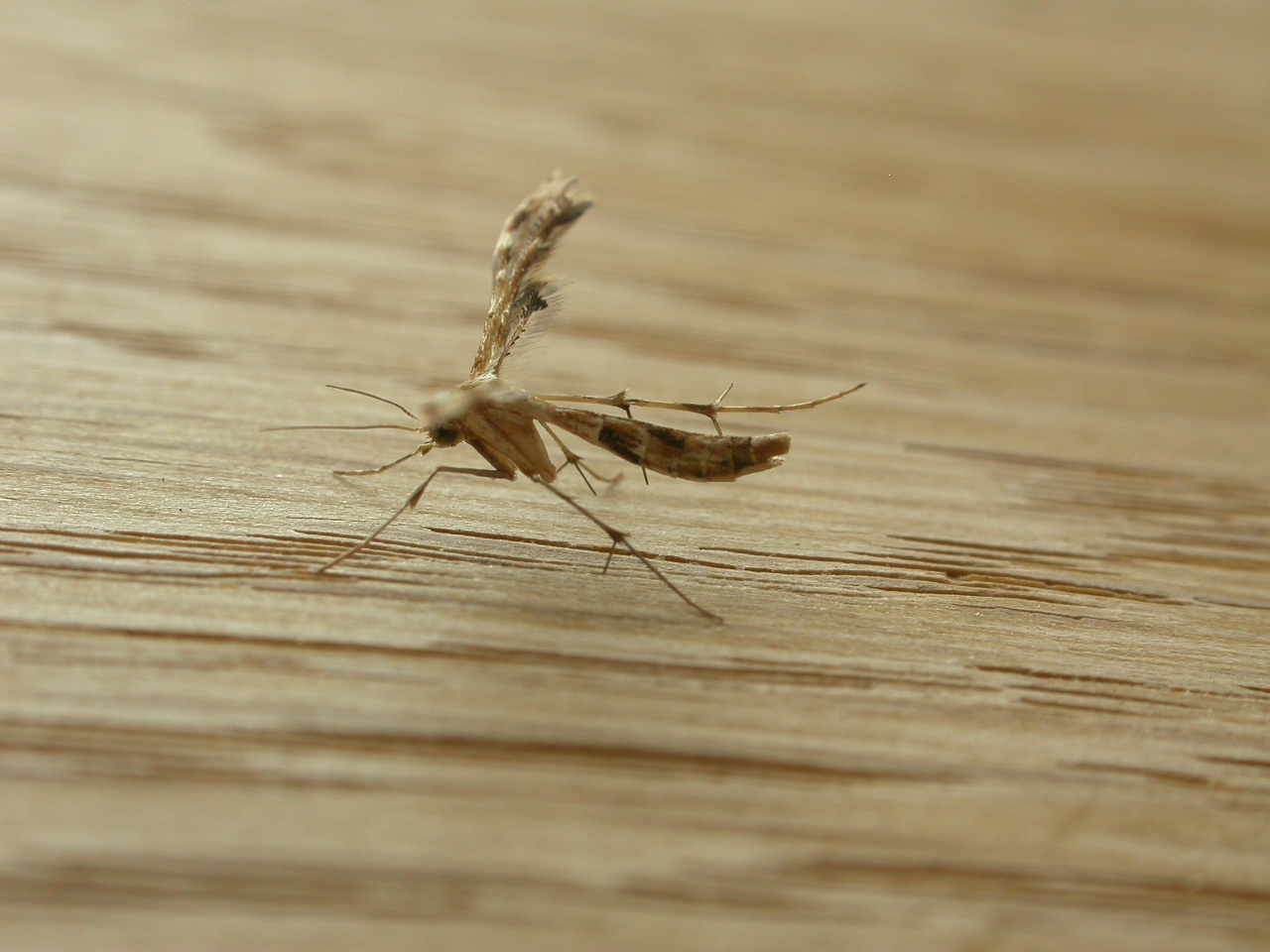

Sải cánh dài khoảng 10 mm. Cả cánh trước và cánh sau đều được cấu tạo bởi những chùm lông giống như lông vũ. Chúng là những vết màu nâu. Khi nghỉ ngơi, bướm đêm nằm với phần bụng cong lên không trung và cánh giữ vuông góc với cơ thể với các chùm lông gấp lại.
Ấu trùng ăn các chồi hoa và hoa của Dolichos lablab, Lagenaria, Pelargonium và Fabaceae. Những loại thức ăn thực vật khác gồm Brillantaisia lamium, Caperonia castaneifolia, Phaseolus vulgaris, Hibiscus mutabilis, Thalia geniculata, Mimosa pudica, Orchidaceae, Averrhoa bilimbi, Passiflora foetida, Antirrhinum majus, Theobroma cacao và Lantana camara.